# Omloop van het Waasland 1994
 De 30e editie van de Belgische wielerwedstrijd Omloop van het Waasland vond plaats op 13 maart 1994. De start en finish vonden plaats in Kemzeke. De winnaar was Jan Bogaert, gevolgd door Niko Eeckhout en Jeroen Blijlevens.

## Uitslag
| Omloop van het Waasland 1994 |                   |                        |          |
| Plaats                       | Naam              | Ploeg                  | Tijd     |
| Winnaar                      | Jan Bogaert       | Palmans-Willy Naessens | 4u40'00" |
| 2                            | Niko Eeckhout     | Collstrop-Concorde     | z.t.     |
| 3                            | Jeroen Blijlevens | TVM-Bison Kit          | z.t.     |

1965 · 1966 · 1967 · 1968 · 1969 · 1970 · 1971 · 1972 · 1973 · 1974 · 1975 · 1976 · 1977 · 1978 · 1979 · 1980 · 1981 · 1982 · 1983 · 1984 · 1985 · 1986 · 1987 · 1988 · 1989 · 1990 · 1991 · 1992 · 1993 · 1994 · 1995 · 1996 · 1997 · 1998 · 1999 · 2000 · 2001 · 2002 · 2003 · 2004 · 2005 · 2006 · 2007 · 2008 · 2009 · 2010 · 2011 · 2012 · 2013 · 2014 · 2015 · 2016 · 2017 · 2018 · 2019 · 2020 · 2021 · 2022 · 2023 · 2024